# Erich Heymann (Jurist)
Erich Heymann (* 9. Oktober 1880 in Breslau; † 12. Juli 1959 in Wiesbaden) war ein deutscher Verwaltungsjurist und Oberbürgermeister.

## Leben
Erich Heymann besuchte Gymnasien in Breslau, Nakel und Rogasen. Zu Ostern 1898 konnte er sein Abitur ablegen und studierte sieben Semester Rechts- und Staatswissenschaften, als auch Volkswirtschaftslehre an der Universität Berlin und Breslau. Sein erstes juristisches Staatsexamen legte er Mitte November 1903 ab. Als Referendar ging er nach Trachenberg, Liegnitz und Breslau. Er besuchte währenddessen Vorlesungen zu eisenbahntechnischen Themen, sodass er die Befähigung für den höheren Eisenbahnverwaltungsdienst erlangte. In Berlin bestand er Mitte Juli 1908 sein Staatsexamen und übernahm vertretungsweise eine Richterstelle in Nimptsch.
Mitte Oktober 1908 verließ er aber die juristische Laufbahn und ging für eine verwaltungstechnische Laufbahn zum Magistrat nach Magdeburg. Hier blieb er eineinhalb Jahre unter der Leitung des späteren Finanzministers August Lentze. Heymann promovierte im Februar 1910 an der juristischen Fakultät der Universität Marburg mit dem Titel Vorrecht der Hausbesitzer nach § 16 der preussischen Städteordnung von 1853.
Nachdem Heymann zuerst Bürger der Stadt Köthen geworden war, wurde er am 24. März 1910 dort zum Stadtrat gewählt. Nach dem Tod des Oberbürgermeisters Ferdinand Schulz wurde er 1911 einstimmig zum Bürgermeister gewählt. 1917 folgte seine Ernennung zum Oberbürgermeister. Ende 1921 verließ er Köthen und wurde Beigeordneter des Deutschen Städtetages und dort Dezernent für Wohlfahrtspflege, Gesundheit, Sport und Ernährung. 1925 kam er auch als Beigeordneter zum Deutschen Landkreistag und wurde hier Ansprechpartner für Straßenverwaltung, Wegerecht und Verkehrswesen. Nach 1939 war er bis 1945 im Deutschen Gemeindetag, u. a. 1941 als Geschäftsführender Präsident, aktiv.

## Veröffentlichungen (Auswahl)
- Verwaltung und Wirtschaft (= Der neuzeitliche Strassenbau. Band 7). Wilhelm Knapp, Halle 1928.